# Fissidens anisophyllus
Fissidens anisophyllus là một loài Rêu trong họ Fissidentaceae. Loài này được Dixon mô tả khoa học đầu tiên năm 1912.